# Manuel de Irujo
Manuel de Irujo Ollo est un avocat et homme politique basque-espagnol né le 25 septembre 1891 et mort le 1er janvier 1981. Figure historique du Parti nationaliste basque (EAJ/PNV), il fut député du Guipuscoa et ministre sous la Seconde République espagnole. Il participe a la presque quasi-totalité des gouvernements républicain durant la guerre civile. Il intégra par la suite les différents gouvernements de la seconde république en exil après-guerre.